# Cerdocyon
Cerdocyon és un gènere de cànids que han viscut a les Amèriques des del Pliocè. L'única espècie vivent avui en dia, la guineu menjacrancs, és originària de Sud-amèrica. Una de les espècies fòssils, C. avius, visqué a Nord-amèrica durant el Plistocè, mentre que l'altra, C. texanus, hi visqué durant el Pliocè inferior. Tot i que encara no ha estat confirmada, la teoria més estesa és que el seu parent més proper és la guineu d'orelles petites.